# عنکبوت‌خرچنگی گیاه‌پارچ
عنکبوت‌خرچنگی گیاه‌پارچ (نام علمی: Henriksenia nepenthicola)، گونه‌ای از عنکبوت‌خرچنگی و بومی سنگاپور است. در داخل کوزه‌های تعدادی از گیاه‌پارچ‌های دشتی زندگی می‌کند. به این ترتیب، به‌عنوان یک درون‌زیاگان گیاه‌پارچ طبقه‌بندی می‌شود. آنها عنکبوت‌های کندی هستند که به‌طور فعال شکار نمی‌کنند. طول نر و ماده هر دو به ۶ میلی‌متر می‌رسد.

## آرایه‌شناسی
این گونه برای اولین بار توسط لوئیس فاج (Louis Fage) در سال ۱۹۲۸ با نام علمی میزومنوپس نپنتیکولا (Misumenops nepenthicola) توصیف شد. در سال ۲۰۰۹ به جنس هنریکسِنیا (Henriksenia) منتقل شد. یک عارضه این است که در سال ۱۹۳۰، دبلسو. اس. بریستوو (W. S. Bristowe) از نام میزومنوپس نپنتیکولا برای گونه‌های مختلف استفاده کرد. برنامه‌ای برای حفظ نام بریستوو در مورد فاج در سال ۲۰۰۷ رد شد و در سال ۲۰۰۹، هنریکسنیا لابونیکا (Henriksenia labuanica) به‌عنوان نام جایگزینی برای نام بریستوو منتشر شد.
در سال ۲۰۰۶، پکا لهیتنن نوشت که نام "میزومنوپس نپنتیکولا" برای حداقل پنج گونه مختلف مورد استفاده قرار گرفته است، احتمالاً به‌دلیل این عقیده اشتباه مبنی بر اینکه فقط یک گونه از عنکبوت متعلق به قبیله مزومنینی (Misumenini) که در پارچ‌های گیاه‌پارچ زندگی می‌کند وجود دارد.